# Reforma dels Cent Dies

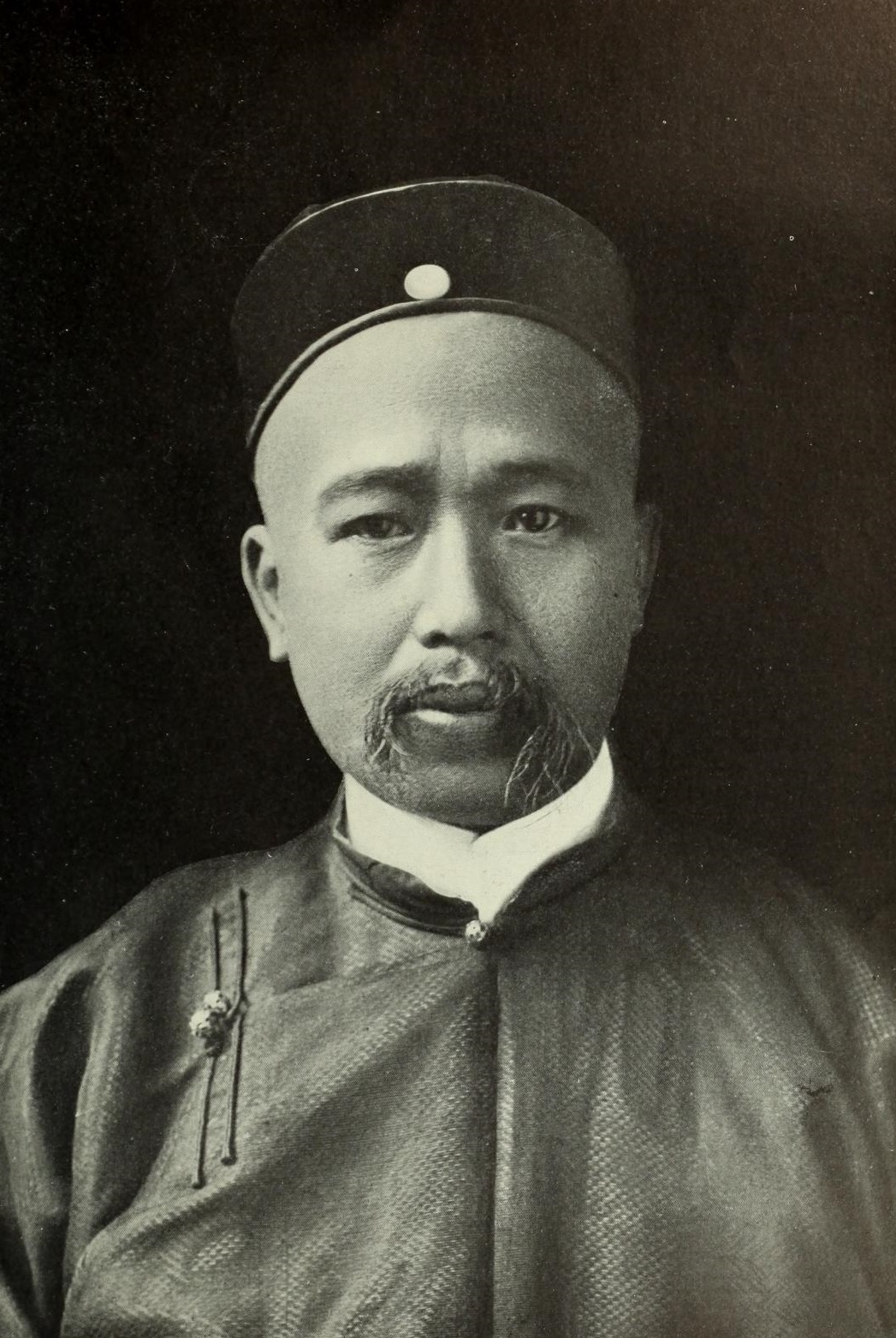
Kang Youwei

La Reforma dels Cent Dies (戊戌变法) va ser un intent de reforma política i social de finals de la dinastia Qing a la Xina del segle xix. Impulsat per un grup d'intel·lectuals com Liang Qichao, Tan Sitong amb Kang Youwei al front i amb el suport de l'emperador Guangxu.

## Context històric

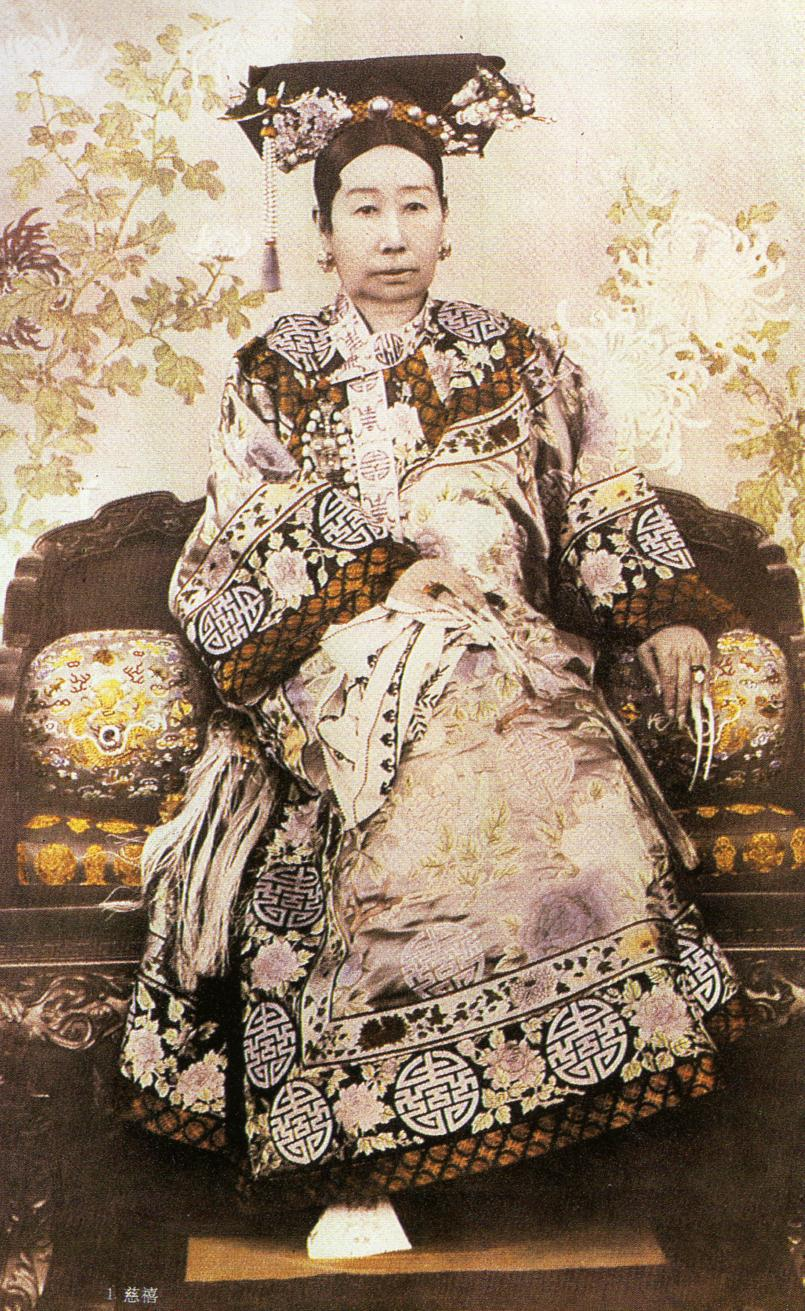
Emperadriu Cixi

A finals del segle xix la Xina, després de dècades de conflictes amb els països occidentals i Rússia, va generar una sèrie de moviments entre molts grups de pensadors i de polítics que creien que el país necessitava canvis, reformes i modernització, amb l'adopció de tecnologies i coneixements científics occidentals. Un primer pas en aquest sentit va ser el moviment d'auto-enfortiment del període 1861-1895, amb Li Hongzhang com a principal impulsor.

La derrota en la guerra amb el Japó (1895) que va acabar amb el Tractat de Shimonoseki, va tornar a posar en evidència la necessitat de noves reformes. Els polítics més occidentalistes van proposar que calia estudiar les tècniques occidentals per poder aplicar-les a la Xina, i sota el seu impuls es van traduir una bona quantitat d'obres científiques, tècniques i polítiques d'Occident. Per la seva banda els més reformistes com Kang Youwei creien que el retard del país no es podria modificar únicament amb mesures científiques o tècniques i que era necessari abordar reformes de caràcter polític.

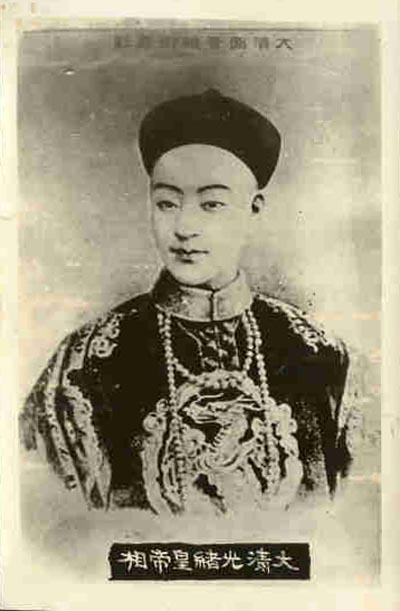
Emperador Guangxu

## Procés i fracàs
L'intent de reforma va durar des de l'11 de juny fins al 21 de setembre de 1898. Durant aquest període Kang Youwei va enviar a l'emperador Guangxu una sèrie de peticions de reforma i la proposta de convertir la Xina en una monarquia constitucional, seguint el model que van aplicar els japonesos en els canvis de la restauració Meiji, i que en una part Kang Youwei i els seus seguidors ja havien assajat a la província de Hunan.
Les reformes proposades tenien dues vessants, per una banda volien abolir aspectes antics, i, per una altra, implantar nous projectes com:
- Transformació del sistema educatiu amb incorporació de matèries importades d'Occident i la reforma del sistema d'exàmens.
- Modificar el sistema d'Hisenda estatal
- Canvis en l'Administració Pública i creació de nous ministeris (Agricultura, Indústria, Comerç, Mines i Ferrocarrils).
- Fomentar l'accés de la població al govern i al propi emperador.
- Autoritzar la creació d'editorials, diaris i associacions.

L'emperador Guangxu va donar suport als reformistes i va fer publicar un conjunt d'edictes per posar en marxa algunes de les propostes, com la creació de la Universitat de Pequín amb una escola de Medicina, la Biblioteca Pública, l'Oficina de Traducció de llibres occidentals i altres.
En realitat les reformes, excepte aspectes puntuals, no es van aplicar mai d'una forma pràctica. Els membres més conservadors del Govern i la mateixa emperadriu Cixi s´hi van oposar, fins a l'extrem que Cixi amb l'ajut del general Ronglu va fer empresonar a l'emperador i perseguir a Kang Youwei, que va fugir al Japó i després al Canadà. Altres promotors del canvi com Liang Qichao i Tang Sitong que van ser arrestats i executats.